# ریخت‌شناسی رودخانه
مورفولوژی رودخانه یا ریخت‌شناسی رودخانه (به انگلیسی: River morphology) و مترادف آن ژئومورفولوژی رودخانه‌ای (fluvial geomorphology) علم بررسی رودخانه‌هاست که به تشریح شکل‌های بستر رودخانه‌ها و تغییرات آن در طول زمان می‌پردازد. مورفولوژی یک کانال رودخانه تابعی از فرایندها و شرایط محیطی متعددی است که شامل میزان فرسایش‌پذیری بستر رودخانه و کناره‌های آن و ترکیب مواد سازنده آن (مانند ماسه، رس، سنگ بستر)، پوشش گیاهی و نرخ رشد گیاه، میزان تولید رسوب، اندازه و ترکیب ذرات جابجا شده در کانال رودخانه، مقدار حمل رسوبات در طول کانال و میزان رسوب‌گذاری در دشت سیلابی، کناره‌های رودخانه، پشت موانع و بستر رودخانه و فراسایی یا فروسایی منطقه بر اثر فرونشست یا بالاآمدگی زمین‌ساختی دارد.
مطالعات مورفولوژی رودخانه در رشته ژئومورفولوژی رودخانه‌ای انجام می‌شود.